# La Tempête (Giorgione)
Pour les articles homonymes, voir La Tempête.
La Tempête (italien : La Tempesta) est un tableau de Giorgione daté entre 1506 et 1508.
Il est parfois mentionné comme étant la première peinture de paysage.
L'œuvre est conservée aux Gallerie dell'Accademia de Venise en Italie.

## Historique
L'œuvre est citée pour la première fois en 1530 par Marcantonio Michiel qui parla « d'un petit paysage sur toile avec la tempête, la gitane et le soldat, de la main de man de Zorzi de Castelfranco », dans la maison de Gabriele Vendramin, qui probablement n'en était pas le commanditaire original. 
Il s'agit d'une simple note que Michiel aurait voulu développer dans ses Vite de' pittori e scultori moderni, avant d'être devancé par Giorgio Vasari.
À la mort de Vendramin, son testament par un ajout du 15 mars 1522 montre à quel point il tenait à la collection privée de son studiolo: italien : « molte picture a ogio et a guazo in tavole et tele, tute de man de excelentissimi homeni, da pretio et da farne gran conto ». Il recommanda à ses héritiers de ne pas éparpiller sa collection.
Il n'existe aucun doute sur l'attribution, et la datation est comprise entre 1500 - 1510, année de la mort de l'artiste. Pour Peter Humfrey, celle-ci se situerait vers 1505-1506, ce qui resserre la proposition plus ouverte de Jaynie Anderson, qui situe le tableau dans les premières années du peintre, avant 1507.
À partir du XIXe siècle, l'œuvre a été l'objet de nombreuses lectures, les diverses interprétations sont toujours en discussion parmi les critiques d'art.

## Description et style
Exemple notoire de l'école vénitienne , la Tempête est un tableau où la connaissance maîtrisée des corps humains cède devant les nuances de l'ombre et de la lumière. Ce premier paysage véritable de la peinture italienne est aussi l'occasion de la première apparition de l'éclair dans l'histoire de la peinture.
La Tempête, dite aussi L'Orage (v. 1507 ?) est une toile appartenant aux poesie (poesia), genre élaboré à Venise à la charnière du XVe siècle et du XVIe siècle. C'est, pour la première fois dans l'histoire de la peinture occidentale, essentiellement un paysage où l'espace réservé aux personnages est secondaire comparé à l'espace réservé à la nature. Le personnage qui tient un bâton, à gauche, semble représenter un berger et non un soldat comme Marcantonio Michiel l'avait interprété en 1530 dans la demeure de Gabriel Vendramin. Ce berger serait plus en accord avec le mouvement pastoral qui marque la poésie italienne de l'époque. Et le sujet ne correspondrait donc pas à un texte écrit mais fusionnerait, sur le mode lyrique, des sources disparates. Le défi, alors, pour le poète, est de surpasser ses prototypes par l'étendue des effets poétiques que sa création engendre. Et c'est effectivement ce que La tempête soulève chez les « regardeurs » d'aujourd'hui.
Le tableau semble avoir subi une lente élaboration, car la radiographie révèle un important repentir : le personnage d'une femme nue aux pieds dans l'eau, en bas à gauche, a été effacé. Par cette maturation de l'idée sur la toile Giorgione confirme son opposition vénitienne aux pratiques florentines, Florence étant adepte du dessin préparatoire à l'œuvre. 
Giorgione a peint sur la droite une femme qui allaite un enfant et, sur la gauche, se trouve un homme debout qui les regarde. Il n'existe aucun dialogue entre eux. Ils sont tous deux séparés par un petit ruisseau et des ruines. Dans le fond, on aperçoit une ville sur laquelle un orage éclate. Un éclair traverse le ciel couvert.
Plusieurs interprétations ont été apportées au fil du temps ; en voici quelques évocations partielles :
1. Gustav Friedrich Hartlaub (1925)[9] y retrouve l'illustration des quatre éléments : l'eau, la terre, le feu et l'air.
2. Edgar Wind (1969)[10] voit en l'homme un soldat, symbole de force et de courage et la femme représente pour lui l'allégorie de la charité (étant donné que, dans la tradition romaine, la charité était représentée par une femme qui allaitait). Force et charité seraient donc ce que Giorgione a mis en œuvre.
3. Salvatore Settis (1978)[11] quant à lui, considère le tableau comme la représentation d'Adam et Ève, après avoir été chassés du Paradis.
4. Pour Jaynie Anderson (1996)[12] l'interprétation la plus convaincante fait, du jeune homme, Poliphile lorsqu'il découvre, dans sa quête de l'Antiquité, Vénus allaitant Cupidon avec ses larmes. Les colonnes feraient allusion à l'auteur du roman, Collona, mais aussi aux amants, et à la distance entre les sexes. En effet c'était une image souvent utilisée par les poètes et que l'on retrouve aussi chez Pétrarque lorsqu'il évoque son amour pour Laura : pour Colonna comme pour Poliphile l'être désiré s'identifie à la colonne antique, au monde antique, tous deux étant séparés par un fossé émotionnel... Au fond du paysage, le mélange de tours classiques et de bâtisses campagnardes semble être une illustration du Jardin du destin dans Le songe de Poliphile dont les gravures sont remplies de monuments à l'antique. Le commanditaire et premier collectionneur du tableau, Gabriel Vendramin, a laissé le souvenir d'un passionné de ruines et d'architecture antique.
5. Pour le critique d'art Waldemar Januszczak, le tableau se fonde sur un passage de l'Odyssée d'Homère (V, 125-128). Il raconte l'histoire d'Iasion et de Déméter, qui s'unissent pour donner naissance à Ploutos, le dieu de la richesse. Pour se venger, Zeus foudroie le mortel Iasion en punition de son union avec une déesse, car il a fait preuve de démesure (hybris). Dans le tableau, l'oiseau sur le toit (une grue) renvoie à Déméter, l'éclair représente Zeus et la colonne brisée est un symbole de l'infortune. En outre, la grue symbolise la vigilance, parce que cet oiseau, la nuit, tient dans sa patte un caillou, qu'elle laisse tomber pour avertir ses congénères du moindre danger. Quant à la distance entre les deux personnages au premier plan, elle signifie celle qu'il peut y avoir entre un mortel et une déesse[13].

## Postérité
Ce tableau mystérieux a fait l'objet de plusieurs adaptations sous forme de romans.
Il fait partie du musée imaginaire de l'historien français Paul Veyne, qui le décrit dans son ouvrage justement intitulé Mon musée imaginaire. Il relève également des « 105 œuvres décisives de la peinture occidentale » constituant celui de Michel Butor.